# اچ‌ام‌اس ای۱۲
اچ‌ام‌اس ای۱۲ (به انگلیسی: HMS A12) یک زیردریایی بود که طول آن ۱۰۵٫۲۵ فوت (۳۲٫۰۸ متر) بود. این زیردریایی در سال ۱۹۰۵ ساخته شد.